# 1069 Planckia
Az 1069 Planckia (ideiglenes jelöléssel 1927 BC) a Naprendszer kisbolygóövében található aszteroida. Max Wolf fedezte fel 1927. január 28-án. Nevét Max Planckról, német fizikusról kapta.